# سوت‌کش‌ها
سوت‌کش‌ها (نام علمی: Schiffornis) نام یک سرده از تیره مرغ‌های کدر است.

## گونه‌ها
- سوت‌کش بزرگ (Schiffornis major)
- سوت‌کش بال‌قهوه‌ای (Schiffornis turdina)
- سوت‌کش بال‌حنایی (Schiffornis stenorhyncha)
- سوت‌کش کوهپایه (Schiffornis aenea)
- سوت‌کش شمالی (Schiffornis veraepacis)
- سوت‌کش گویانی (Schiffornis olivacea)
- سوت‌کش سبزگون (Schiffornis virescens)